# Port of Spain
Port of Spain là tên thủ đô của Trinidad và Tobago và là đô thị lớn thứ ba của quốc gia này, sau Chaguanas và San Fernando. Theo thống kê dân số năm 2000, thành phố có dân số đô thị 49.031 người và dân số kể cả khu vực ngoại thành là 128.026 (ước tính 1990). Thành phố nằm bên bờ vịnh Paria, bờ tây bắc của đảo Trinidad.
Thành phố này là một trung tâm hành chính, dịch vụ tài chính của quốc gia này, ở đây có hai trong các ngân hàng lớn nhất của vùng Caribe nói tiếng Anh. Thành phố này cũng là một trong những trung tâm vận chuyểnt bằng tàu biển lớn của vùng Caribe, xuất khẩu các nông sản và asphalt. Bauxite từ Guyana và quặng sắt từ Venezuela được trung chuyển tàu thông qua cảng tại Chaguaramas, cách thành phố 5 dặm về phía tây. Tòa nhà cao nhất của Port of Spain (và của cả nước) là Nicholas Tower cao 21 tầng; tòa nhà Waterfront International Project dự kiến xây là một tháp cao 26 tầng.

## Địa lý
Port of Spain nằm ở tây bắc đảo Trinidad, giữa vịnh Paria, các đồi của Northern Range và đầm lầy Caroni. Một phần của thành phố nằm ở trên đất lấn biển còn các khu vực khác nằm trên các sườn đồi.

### Khí hậu
Port of Spain có khí hậu nhiệt đới gió mùa. Mùa mưa từ tháng 6 đến tháng 12, mùa khô từ tháng 1 đến tháng 5.
| Tháng                   | Một       | Hai       | Ba        | Tư        | Năm       | Sáu       | Bảy       | Tám       | Chín      | Mười      | Mười một  | Mười hai  |
| ----------------------- | --------- | --------- | --------- | --------- | --------- | --------- | --------- | --------- | --------- | --------- | --------- | --------- |
| Trung bình cao °C (°F)  | 31 (87.8) | 31 (87.8) | 32 (89.6) | 32 (89.6) | 32 (89.6) | 32 (89.6) | 31 (87.8) | 31 (87.8) | 32 (89.6) | 32 (89.6) | 32 (89.6) | 31 (87.8) |
| Trung bình thấp °C (°F) | 21 (69.8) | 20 (68.0) | 20 (68.0) | 21 (69.8) | 22 (71.6) | 22 (71.6) | 22 (71.6) | 22 (71.6) | 22 (71.6) | 22 (71.6) | 22 (71.6) | 21 (69.8) |
| Nguồn: BBC Weather      |           |           |           |           |           |           |           |           |           |           |           |           |

Các kỷ lục nhiệt độ của Port of Spain (St. Clair):
Cao kỷ lục: 38 °C (100.4 °F)
Thấp kỷ lục: 11 °C (51.8 °F)